# Sergio Villarruel
Irineo  Villarruel, conocido artísticamente como Sergio Villarruel (Córdoba, 10 de febrero de 1930 - Buenos Aires, 9 de abril de 1997) fue un periodista argentino.

## Biografía
En 1954 comenzó su carrera como comentarista de deportes del diario La Voz del Interior (de Córdoba) y al año siguiente se hizo cargo del servicio de noticias de Radio Splendid (también de Córdoba).
El 29 de mayo de 1969 ―a los 39 años de edad― cubrió para Canal 13 (de Buenos Aires) los eventos del Cordobazo, alcanzando una gran popularidad. En ese canal de televisión trabajó 22 años.
En 1972 entrevistó en exclusiva a Juan Domingo Perón en su residencia de Puerta de Hierro, y a fines de ese año volvió a hacerlo junto a Jacobo Timerman y Roberto Maidana. También entrevistó a Fidel Castro, Salvador Allende, el papa Juan Pablo II, Jimmy Carter y Felipe González.
Después del golpe militar de 1976 no fue despedido, pero su participación en los noticieros de Canal 13 se limitó a las cotizaciones en la Bolsa o la lectura de cables de la agencia oficial.
En radio, en tanto, trabajó ese mismo 1976 en Radioshow por Radio Del Plata.
Al volver la democracia, Villarruel se convirtió en gerente de noticias de Canal 13, cargo que ocupó hasta 1991. En esos años, fue el conductor del noticiero Buenas Noches, Argentina (1984-1988) por ese mismo canal.
Cursó un seminario en Medios de Comunicación en la Universidad de Stanford (Estados Unidos).
Desde 1991 tuvo sus propios programas políticos en televisión por cable. Era hincha de Belgrano de Córdoba, y un apasionado del tango.
Su estilo era sobrio y equilibrado, de pocas palabras.

El periodismo es oficio, es rutina, es poder de síntesis y es lo más alejado de la artificialidad que conozco. Nunca hice otra cosa en mi vida que periodismo. No sabría hacer otra cosa.
Sergio Villarruel, en 1970

## Premios[1]
- 1971: Premio Martín Fierro al mejor periodista de noticiero de televisión.
- 1973: Premio Santa Clara de Asís como periodista de noticiero.
- 1974: Premio Ondas (de Barcelona).
- 1987: Premio Martín Fierro al mejor programa periodístico.
- 1987: Diploma al mérito como periodista televisivo, de la Fundación Konex.